# Afro Dansker
Afro Dansker er den første EP af den danske musiker Icekiid, der blev udgivet den 3. oktober 2016 via Cannibal Records.

## Modtagelse

### Anmeldelser
Helge Frandsen fra Soundvenue tildelte albummet tre ud af seks stjerner og mente, at "Icekiids debut-ep skal nok få folk til at danse, men man savner noget vildskab i den tropiske dancehall såvel som i lyrikken".

## Spor
| 1.    | "Blondiner & Brunetter"            | 3:40 |
| 2.    | "Gyaldems & Mandems"               | 4:11 |
| 3.    | "Afrikaner"                        | 2:52 |
| 4.    | "Kobra"                            | 2:52 |
| 5.    | "Ruller Med Dig" (featuring Naoui) | 3:43 |
| 6.    | "Gør Det På"                       | 5:16 |
| 22:36 |                                    |      |